# Amand Dagnet
 (janvier 2012).
Si vous disposez d'ouvrages ou d'articles de référence ou si vous connaissez des sites web de qualité traitant du thème abordé ici, merci de compléter l'article en donnant les références utiles à sa vérifiabilité et en les liant à la section « Notes et références ».
 (mai 2013).
Amand Joseph Dagnet, né le 8 mars 1857 (Acte 10 : https://archives-en-ligne.ille-et-vilaine.fr/thot_internet/ark:/49933/thtjh9w0x67c/88469/3) à Saint-Étienne-en-Coglès (Ille-et-Vilaine) et mort le 1er juillet 1933 à Saint-Servan (Ille-et-Vilaine), connu également sous les pseudonymes de A. J. D. de la Herblinais et de Romain du Croizé, est un professeur, folkloriste et poète, écrivain d'ouvrages historiques sur le folklore, le langage, les traditions en Bretagne et en Mayenne. Il travailla en particulier sur le gallo et le mayennais ou patois manceau et fut un des premiers écrivains à les utiliser en littérature.

## Biographie
(mai 2013).
Il est inscrit sur les tableaux de recensement de la classe de 1877 pour la commune de Saint-Étienne-en-Coglès, il fut dispensé de service militaire en vertu d'un engagement décennal dans l'Instruction Publique.
Instituteur adjoint à Sainte-Suzanne en 1880.
Membre de l'académie de Montréal (Dict. biog.d'I.-et-V.), fondée par l'imprimeur Fleury Mesplet et l'avocat Valentin Jautard.
Fondateur de la Société Philharmonique de Sainte-Suzanne en décembre 1881. Chef de la Musique municipale de Sainte-Suzanne, il savait jouer aussi bien des instruments de fanfare que de la mandoline et de la guitare.
- Directeur de la Fanfare de Saint-Servan de 1882 à 1886.
- Maître répétiteur au lycée de Laval de 1881 à 1883.
- Enseignant du secondaire, après réussite à l'examen, à Saint-Servan de 1884 à 1888, puis à Ernée de 1888 jusqu'en 1893.
- Enseignant pour la classe de 9e à Saint-Servan en 1894 jusqu'à sa suppression.
- Membre fondateur de la Société Historique et Archéologique de l'Arrondissement de Saint-Malo en 1899 (Site de la SHAASM).
- Enseignant de Lettres, d'Histoire et de Mathématiques élémentaires au collège de Morlaix en 1902.
- Retraité en 1922 après 13 années d'enseignement en Mayenne.
- Diplômé d'honneur de la Section Histoire et Archéologie de Saint-Servan en 1930.
- Décédé le 1er juillet 1933 à Saint-Servan à l'âge de 76 ans. Il est inhumé au cimetière de Lorette à Saint-Servan, auprès de son beau-père, puis sera rejoint par son épouse et leur fille.

Depuis, plusieurs rues portent son nom (Saint-Étienne-en-Cogles, Saint-Malo, Fougères, Rennes), et en 2008, une salle de la commune de Sainte-Suzanne, où se déroulent les répétitions de l'harmonie qu'il a créée, porte également son nom.

## Distinctions
- Officier d'académie (1895)
- Officier de l'Instruction publique (1909)

## Publications
- Ernée Préhistorique, écrit dans l'Écho de la Mayenne de 1889 à 1890.
- Le Patois fougerais (dialecte haut-breton), essai de grammaire. Laval : impr. de Vve Camille Bonnieux, 1890. Comprenant : remarques sur la prononciation des sons et articulations, règles sur les équivalences ou mutations des sons et articulations du Français au Fougerais, notes philologiques, étymologiques..., les 10 parties du discours et 16 modèles de conjugaison. Suivi d'un vocabulaire français-fougerais et fougerais-français, d'une anecdote et d'une chanson en fougerais. Cet ouvrage a obtenu au concours littéraire et archéologique de Rennes de 1889 le Grand Prix d'Honneur offert par M. le Président de la République Sadi Carnot.
- Le Patois manceau, tel qu'il se parle entre Le Mans et Laval, étude sur les sons, les articulations et les mots particuliers au manceau et la phraséologie mancelle, suivi d'Houbilles et Birouilles, nouvelle, en patois manceau. Laval : impr. de Vve Camille Bonnieux, 1891. Réédité en 1996 et 2006, La Découvrance, Rennes,  (ISBN 2-910452-94-8).
- Histoire des Coëvrons, à travers la Suisse mancelle. Histoires et légendes des Coëvrons & 5 petits récits en patois manceau. Laval : impr. Vve Camille Bonnieux, 1893. Réédité en 1904, 1905 et 1907 Laval, Goupil. Réédité en 1993 Le livre d'histoire, Res Universis Paris,  (ISBN 2-7428-0113-8).
- Croyances populaires du pays fougerais. Au pays fougerais : il était une fois. 1re édition dans la Chronique de Fougères, 1899. Réédité en 1923, Rebuffé, Fougères. Réédité en 1988, Rue des scribes, Rennes,  (ISBN 2-906064-07-6).
- La mare Saint-Coulban de Saint-Guinoux. Annales de la Société Historique et Archéologique de l'arrondissement de Saint-Malo, 1900 1re partie, puis 1901 suite et fin.
- La fille de la Brunelas. Idylle fougeraise, pièce patriotique et paysannes en 1 acte publiée dans l'Hermine, Louis Tiercelin, Fougères 1901. Puis publiée en 3 actes et 4 tableaux, en 1918. Ses représentations en 1927 sous les auspices de la Fédération Régionaliste de Bretagne et, à partir de 1936 par le cercle fougerais "Art et Folklore" de Gaït Corvaisier, firent entrer le patois dans les théâtres des villes.
- Évron et ses environs. Évron-Journal, 1902.
- Le parlais du Coglais, en transcription phonétique de l'abbé Rousselot du Collège de France. Annales de la Faculté de Rennes de 1902 à 1905.
- Grammaire du parler pittoresque de Cancale.  Vocabulaire du parler de Cancale et de la Houle en collaboration avec l'abbé M. J. Mathurin de la Société d'Ille-et Vilaine. Le langage cancalais . Préface de Joseph Loth, doyen de la Faculté de Lettres de Rennes, 1904. Réédité en 1902, 1904, 1905 et 1906, J. Haize, Saint Servan dans les annales de la Société Historique et Archéologique de l'arrondissement de Saint Malo. Réédité en 1980, Association des Amis de la Bisquines et du vieux Cancale. Réédité en 1995, La Découvrance, Rennes,  (ISBN 2-910452-49-2).
- Sur les bords du Couasnon. Paru en supplément dans la Chronique de Fougères : Impr. F. Depasse et H. Rebuffé, 1906, avec la préface de Louis Tiercelin. Réédité en 1995, Rue des scribes, Rennes,  (ISBN 2-906064-39-4).
- À travers les Coëvrons et le long de l'Erve : descriptions, légendes, coutumes, croyances populaires, folklore, etc, recueillis aux pays d'Évron et de Sainte-Suzanne. Paru comme feuilletons dans l’Écho de la Mayenne. Réédité en 1907 Laval : imprimerie mayennaise.
- Le Clos-Poulet ses chapelles, châteaux & gentilhommières. Cueillettes de Légendes, Croyances et Coutumes populaires, Folklore, etc. À travers le pays de Saint-Malo - Saint-Servan et autres paroisses de l'ancien diocèse d'Aleth. Préface de M. Dupont, président de la Société archéologique de Saint Malo. Saint-Malo, imprimerie Bazin, 1907. Réédité en 1988, Rue des Scribes, Rennes,  (ISBN 2-906064-08-4).
- Au Montroulezis, promenades à travers le pays de Morlaix. Sous le pseudonyme de AJD de la Herblinais en 1908, Morlaix. Réédité en 1986, Kornog.
- La Rance, ses sources, ses bords, description et folklore. Carte de la Rance, Lettre-préface de Mgr Duchêne de l'Académie Française. Saint-Malo, impr. de Bazin, 1910 à 1911 sous forme de feuilletons dans un journal. Réédité en 1987, 1988, 1993, Rue des scribes, Rennes,  (ISBN 2-906064-09-2). Réédité en 2010, Pyrémonde.
- Un siècle du train de vie au Coglais - XIXe siècle. Sous le pseudonyme de Romain du Croizé. Fougères, impr. F. Depasse et H. Rebuffé, 1914. Réédité en 1987  (ISBN 2-906064-06-8), 1996 et 2005 sous le titre : La vie quotidienne dans le Coglais au XIXe siècle, Rue des scribes, Rennes.
- La pomme et les pommes des origines à nos jours, miscellanées d'histoire de mythologie et de folklore. Préface de Théodore Botrel. R. Bazin, Saint Malo, 1919.
- Le pays de Dinard. Ancien doyenné de Poudouvre, Penthièvre, Domnonée.... Saint-Malo, 1920.
- Au pays malouin : Saint-Malo, Saint-Servan, Paramé. Courses, études et notes. Mille et un récit, histoires légendes et descriptions. Impr. Bazin, Saint Malo, 1924. Réédité en 1995, Rue des scribes, Rennes,  (ISBN 2-906064-40-8). Réédité en 2007, PyréMonde.
- Le parapet du sillon de Saint-Malo, ses secrets et ses brises-lames. Annales de la Société Archéologique et Historique de l'arrondissement de Saint-Malo, 1925 et 1926.
- "Sainte-Suzanne en chansons, Vieilles silhouettes, Vieux airs, Vieux chants", Imp. Goupil, Laval, 1929.
- À travers les Coëvrons suivi de Sainte-Suzanne en chansons, réédition. Le livre d'histoire-Lorisse, place du château, 02250 Autremencourt, juillet 2008.
- Le Parler du pays de Fougères, avec André Malassis, co-édition La Granjagoul & Label LN, 2014 (reprend la version enrichie du Patois fougerais d'Amand Dagnet ainsi qu'un travail inédit d'André Malassis)[2].

## Histoire familiale

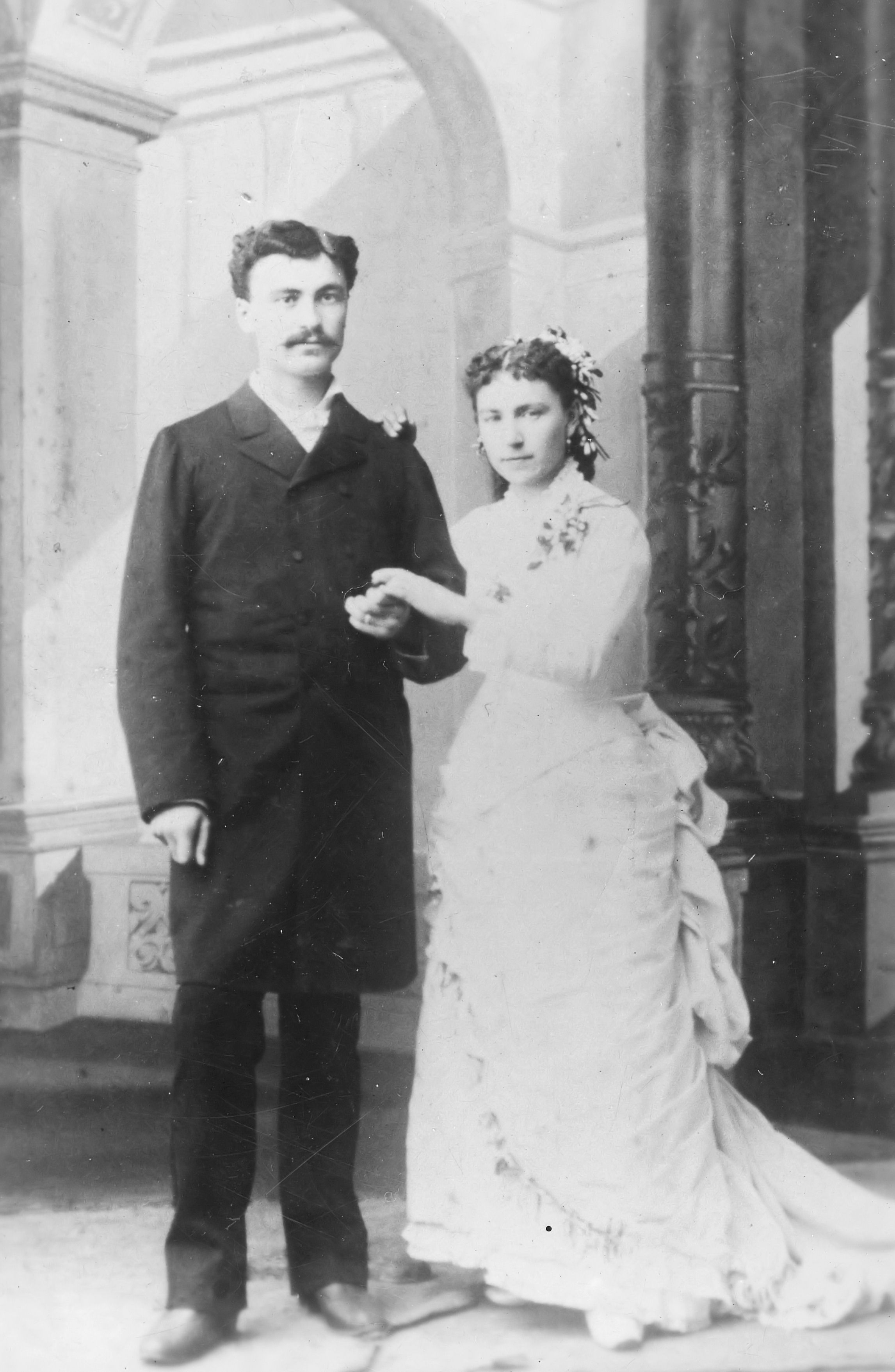
Mariage d'Amand Dagnet avec Aline Lefèvre le 17 avril 1883 à Sainte-Suzanne.
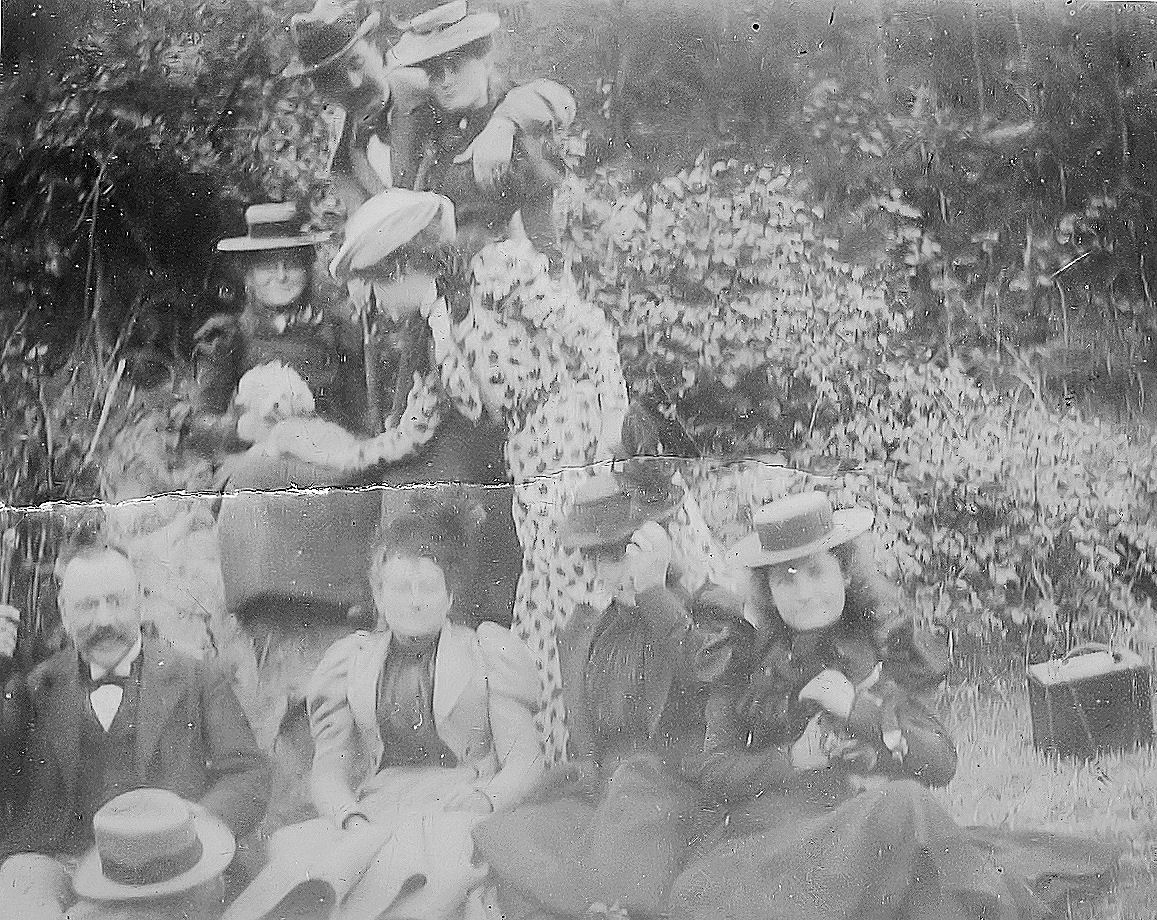
Amand Dagnet en famille à Sainte-Suzanne en 1899.
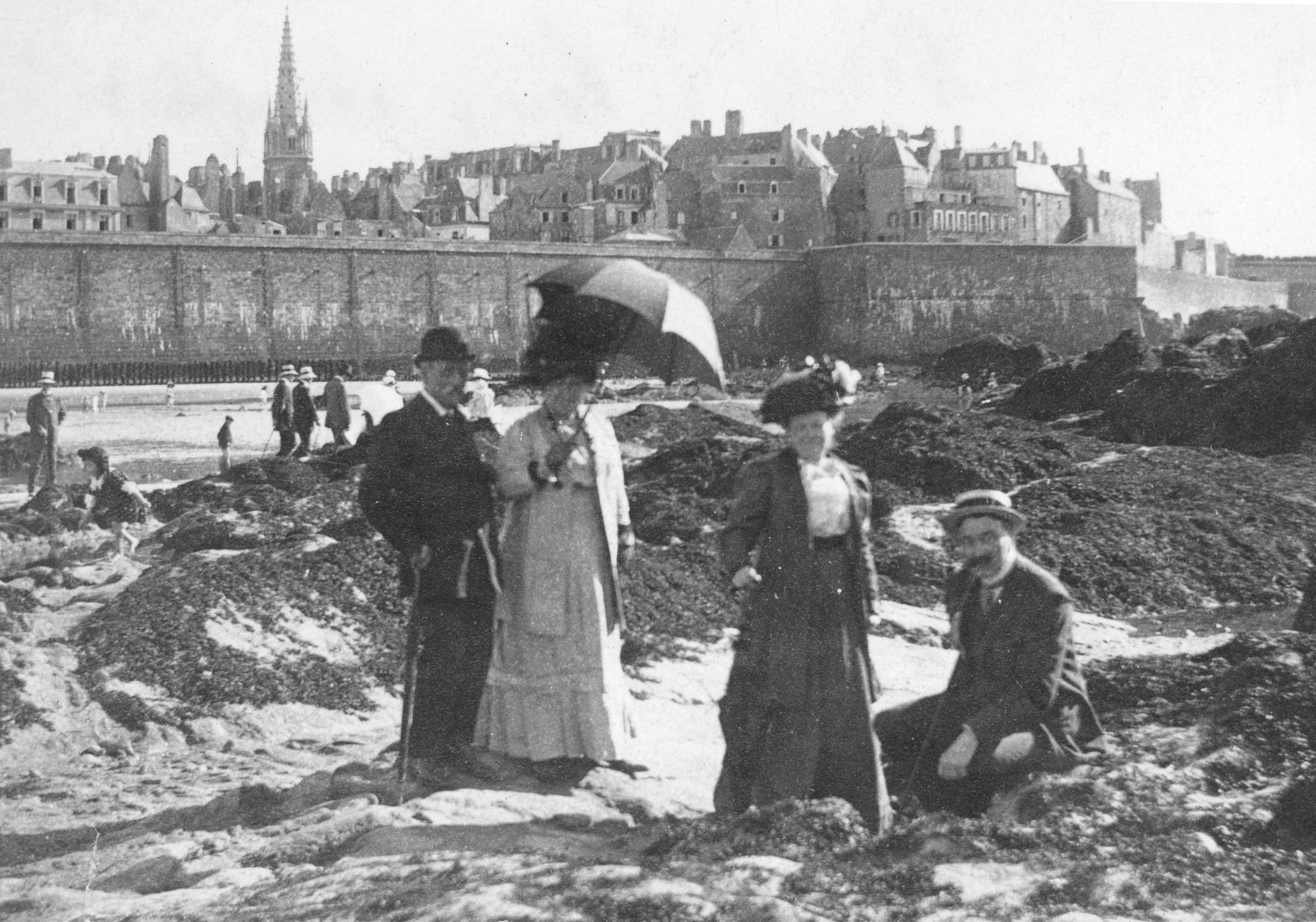
A. Dagnet avec son épouse Aline Lefèvre (à droite), et son beau-frère Henri Lefèvre avec Maria, à Saint Malo en 1900.
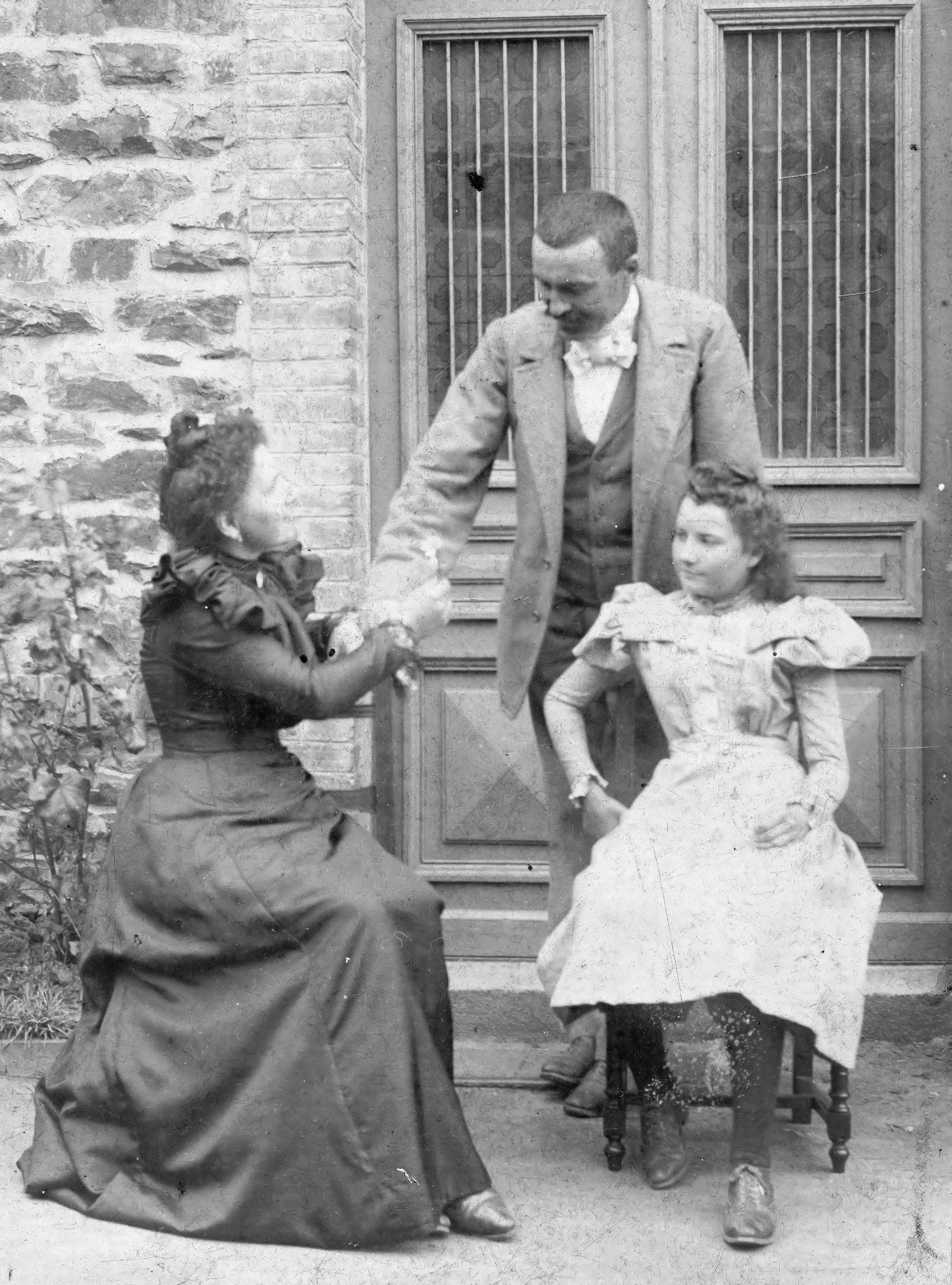
A. Dagnet avec son épouse Aline Lefèvre et sa fille Marguerite.

Amand Dagnet, est issu d'une famille de 5 enfants :
- Anne-Marie dite Nuche, (°1847-†), marraine d'Amand Dagnet, mariée à Théodor Herbel en 1872, eurent 6 enfants dont Théodor François Prosper célèbre granitier (°1883 Saint-Sauveur-des-Landes -†1966),
- Marie (°1849-†1890),
- Jean (°1853-†),

Ses parents, cultivateurs, mariés à Saint-Étienne-en-Cogles en 1845 :
- Romain Julien Jean Dagnet (°1820 Saint-Sauveur-des-Landes -†),
- Marie Gilette Lebellé (°1827 Romagné -†).

En plus des cours de M. Rochelle, instituteur à l'école de Saint-Étienne-en-Cogles, Amand Dagnet y reçut également des leçons de français et de latin par l'abbé Piel, Vicaire du village de Montours qui par relations, l'envoya 18 mois au pensionnat Saint-Joseph d'Évron.
Ses grands-parents paternels, mariés à Saint-Sauveur-des-Landes en 1916 :
- Jean Michel Dagnet, laboureur (°1766 Saint-Sauveur-des-Landes -†1829 Saint-Sauveur-des-Landes),
- Jeanne-Sainte Roullier, cultivatrice (°1778 Saint-Étienne-en-Cogles -†1842 Saint-Sauveur-des-Landes).

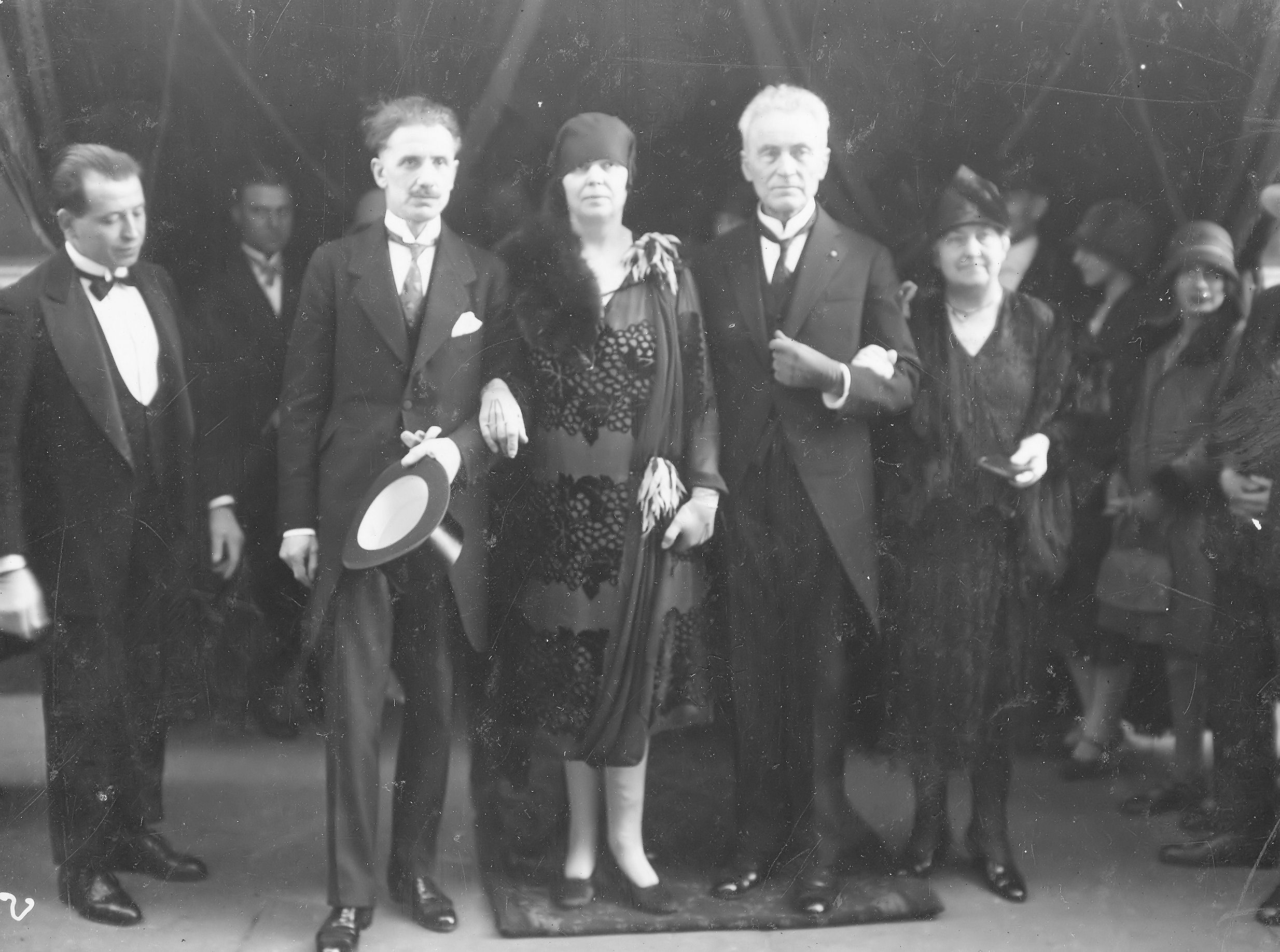
Amand Dagnet, sa femme, sa fille et son gendre au mariage de sa petite-fille à Paris en 1928.
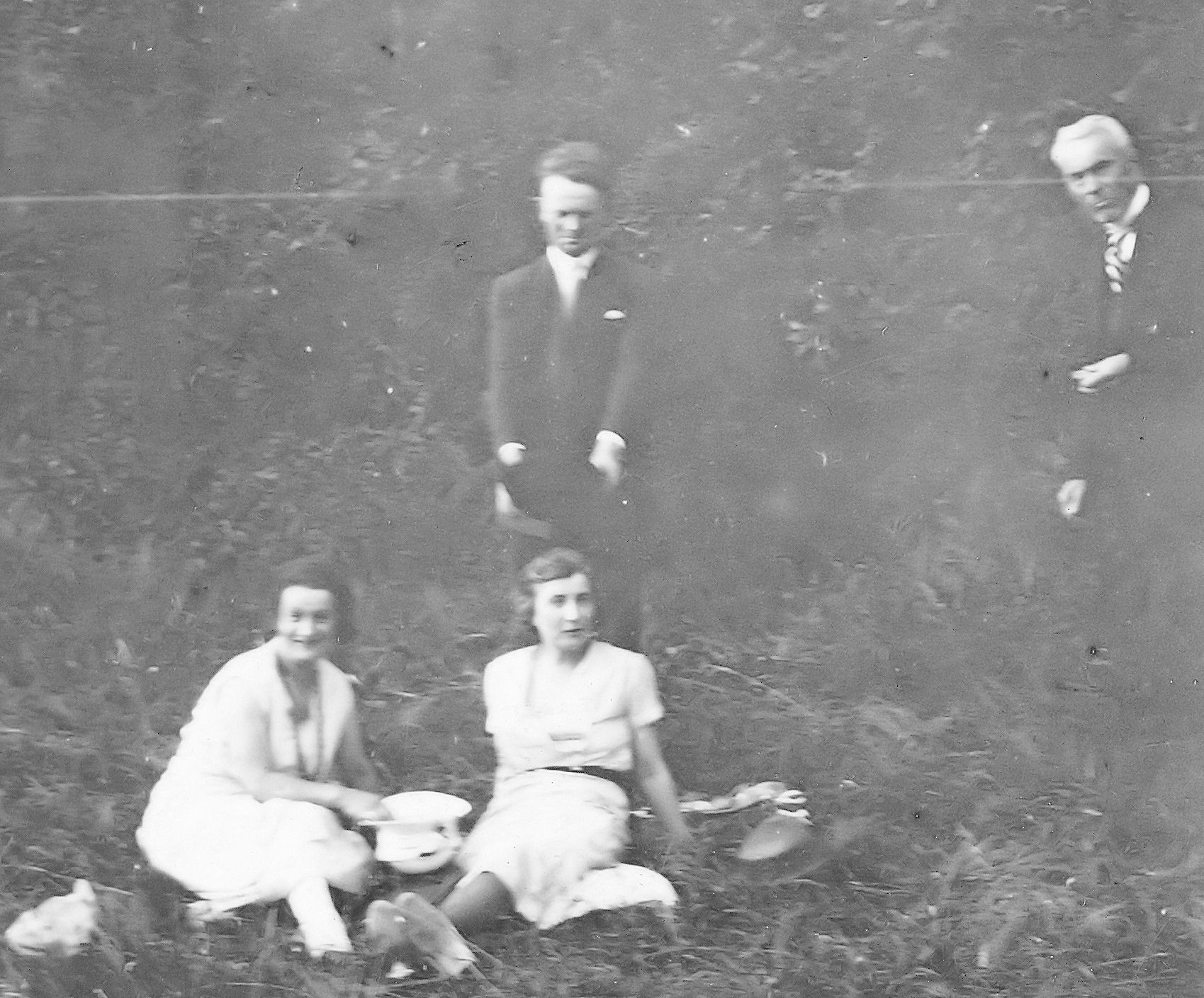
Amand Dagnet en 1928.
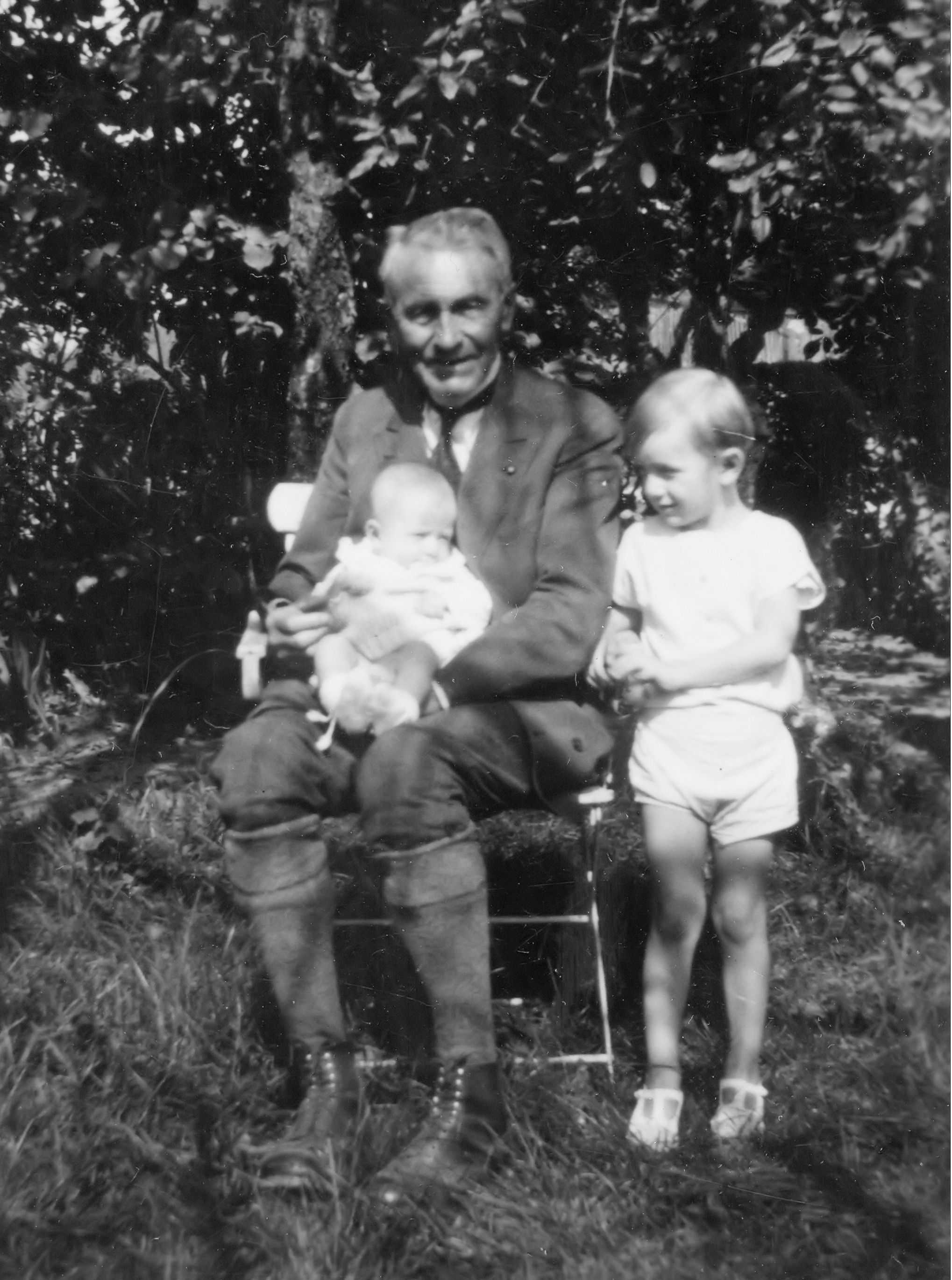
Amand Dagnet avec ses 2 premiers arrière-petits-fils en 1932.

Ses grands-parents maternels, mariés (x1825) :
- Jean Lebellé, cultivateur (°1797 Lévaré -†1869 Saint-Brice-en-Cogles),
- Anne Delaunay (°1797 Romagné -†1877),
- Ils eurent un fils prénommé Amand, marchand de beurre à Rennes, parrain, grand-oncle et témoins de mariage d'Amand Dagnet.

Amand Dagnet se maria avec Marie Aline Hélène Lefèvre (°1849 Ambrières -†1941 Saint-Servan)le 17 avril 1883 à Sainte-Suzanne. Ils eurent 3 enfants :
- Hélèna Amandine (°1884 Sainte-Suzanne -†),
- Marguerite Augustine Marie Aline (°1886 Sainte-Suzanne -†1970 Paris), mariée en 1908 à Maurice Gilles Maillard (°1877 Le Havre -†1951 Paris) à Saint-Servan. Ils lui donneront une petite-fille : Marguerite (°1910 Roanne -†1978 Paris) qui se maria à Paris en 1928 avec Jean Alfred François Flouvat (°1904 Mâcon -†1984 Évry).
- Suzanne Henriette Anna (°1889 Sainte-Suzanne -†).